# Merton Beckwith-Smith
Merton Beckwith-Smith, britanski general, * 1890, † 1942.